# Captured (Journey)
Captured is het eerste livealbum van Journey. Het bevat gedeeltelijke registraties van optreden hun tournee volgend op het uitbrengen van Departure. Dat houdt tevens in dat dit het laatste album is waarop Gregg Rolie te horen is. Het album verkocht goed in de Verenigde Staten, het haalde de negende plaats in de Billboard 200. Het album is opgedragen aan Bon Scott, de zanger van AC/DC die in 1980 overleed.

## Musici
- Steve Perry – zang
- Neal Schon – gitaar, zang
- Ross Valory – basgitaar, zang
- Gregg Rolie – toetsinstrumenten, zang
- Steve Smith – slagwerk

Met
- Stevie Roseman – toetsinstrumenten op The party’s over; Roseman was tussenpaus tussen Rolie en diens opvolger Jonathan Caine.

## Muziek
Tracks 1-4 zijn opgenomen op 8 augustus 1980 in The Forum in Montreal, Quebec, Canada. Tracks 5 en 6 zijn afkomstig van een concert in de Koseinenkin Hall, Shinjyuku, Tokio op 13 oktober 1980 en tracks 7 tot en met 16 kwamen van twee shows in de Atwood Stadium Flint, Michigan (4 en 5 augustus 1980). Van de optredens missen Of a lifetime, Kohoutek, Lovin' you is easy, People and places, Patiently, Opened the door, Precious time, I'm cryin', Homemade love, Moon theme (intro naar Wheel in the sky) and Winds of March. The party’s over is een track opgenomen in de studio.
| Nr. | Titel                                                          | Duur |
| --- | -------------------------------------------------------------- | ---- |
| 1.  | Majestic (Perry, Schon)                                        | 0:41 |
| 2.  | Where were you (Perry, Schon)                                  | 3:22 |
| 3.  | Just the same way (Rolie, Schon, Valory)                       | 3:37 |
| 4.  | Line of fire (Perry, Schon)                                    | 3:25 |
| 5.  | Lights (Perry, Schon)                                          | 3:30 |
| 6.  | Stay awhile (Perry, Schon)                                     | 3:15 |
| 7.  | Too late (Perry, Schon)                                        | 3:44 |
| 8.  | Dixie Highway (Schon,Perry)                                    | 6:51 |
| 9.  | Feeling that way (Aynsley Dunbar, Perry,Rolie)                 | 3:14 |
| 10. | Anytime (Robert Fleischman, Rolie, Schon, Roger Silver,Valory) | 4:27 |
| 11. | Do you recall (Perry, Rolie)                                   | 3:26 |
| 12. | Walks like a lady (Perry)                                      | 7:05 |
| 13. | La do da (Perry, Schon)                                        | 7:02 |
| 14. | Lovin', touchin', squeezin' (Perry, Schon)                     | 5:14 |
| 15. | Wheel in the sky (Fleischman, Schon, Diane Valory)             | 5:03 |
| 16. | Any way you want it (Perry, Schon)                             | 3:39 |
| 17. | The party's over (hopelessly in love) (Perry, Schon)           | 3:43 |